# Silberner Bär/Beste Filmmusik
Der Silberne Bär für die beste Filmmusik honorierte bei den jährlich veranstalteten Filmfestspielen von Berlin die beste Leistung einer Filmkomponistin oder eines Filmkomponisten in einem Wettbewerbsfilm (Spielfilm). Die Auszeichnung war erstmals bei der 52. Auflage des Filmfestivals im Jahr 2002 verliehen worden. Über die Vergabe des Preises stimmte die Internationale Jury ab, die sich aus Filmschaffenden zusammensetzt.
Die Preiskategorie war letztmals 2007 ausgelobt. Bei den 58. Filmfestspielen im folgenden Jahr wurde der britische Filmkomponist Jonny Greenwood (There Will Be Blood) mit einem Silbernen Bären in der seit 1978 bestehenden Kategorie „Herausragende künstlerische Leistung“ geehrt.

## Preisträger
| Jahr | Preisträger                        | Filmtitel                                  | Deutscher Verleihtitel                          |
| ---- | ---------------------------------- | ------------------------------------------ | ----------------------------------------------- |
| 2002 | Antoine Duhamel                    | Laissez-passer                             | Der Passierschein                               |
| 2003 | Mamadou Diabaté Serge Fiori Majoly | L'Extraordinaire destin de Madame Brouette | Das ungewöhnliche Schicksal der Madame Brouette |
| 2004 | Banda Osiris                       | Primo amore                                | Körper der Liebe                                |
| 2005 | Alexandre Desplat                  | De battre mon coeur s'est arrêté           | Der wilde Schlag meines Herzens                 |
| 2006 | Peter Kam                          | Isabella                                   | Isabella                                        |
| 2007 | David Mackenzie                    | Hallam Foe                                 | Hallam Foe – This Is My Story                   |